# WINTER SONG COVER BEST
『WINTER SONG COVER BEST』（ウィンター・ソング・カバー・ベスト）は、野川さくらのJ-POPカバー・アルバム。

## 解説
アーティストデビュー10周年記念リリースの第3弾である本作は、野川さくらの公式サイトの特設ページにて、ファンからの野川に歌ってほしいJ-POPのウィンターソングのリクエストを募り、上位にランキングされた曲を元に収録された、野川としては初となるカバーソング・アルバムである。
初回盤にのみ、特製ブックレットとさくにゃんX'masカードが付属している。
上位にランクインした曲には、同率第4位にSPEEDの「White Love」、同率第7位に広瀬香美の「ロマンスの神様」、倉木麻衣の「Winter Bells」、やまとなでしこの「恋の天使 舞い降りて」、同率第12位にB'zの「いつかのメリークリスマス」、ZARDの「あなたを感じていたい」があったが、これらの曲は全て製作の都合で収録されていない。
最後に収録されている「Winter Wonder Love」は、このアルバムのための新曲である。

## 収録曲
1. 恋人がサンタクロース（オリジナル：松任谷由実）
作詞・作曲：松任谷由実 / 編曲：大熊謙一
  - リクエスト順位：第1位
  - ラジオ番組『野川さくらのマシュマロ♪たいむ』2010年12月度オープニングテーマ
2. 今夜はHearty Party（オリジナル：竹内まりや）
作詞・作曲：竹内まりや / 編曲：森藤晶司
  - リクエスト順位：第6位
3. 聖なる鐘がひびく夜（オリジナル：タンポポ）
作詞・作曲：つんく / 編曲：大山曜
  - リクエスト順位：第7位
4. SNOW AGAIN（オリジナル：森高千里）
作詞：森高千里 / 作曲：高橋諭一 / 編曲：重森美晴
  - リクエスト順位：第12位
5. 雪の華（オリジナル：中島美嘉）
作詞：SATOMI / 作曲：松本良喜 / 編曲：重森美晴
  - リクエスト順位：第2位
6. 雪にかいたLOVE LETTER（オリジナル：菊池桃子）
作詞：秋元康 / 作曲：林哲司 / 編曲：重森美晴
  - リクエスト順位：第12位
7. 寒い夜だから…（オリジナル：TRF）
作詞・作曲：小室哲哉、編曲：大山曜
  - リクエスト順位：第7位
8. サイレント・イヴ（オリジナル：辛島美登里）
作詞・作曲：辛島美登里 / 編曲：森藤晶司
  - リクエスト順位：第3位
9. Virgin Snow（オリジナル：ribbon）
作詞：白峰美津子 / 作曲・編曲：松浦有希
  - リクエスト順位：第4位
10. Winter Wonder Love
作詞：松浦有希 / 作曲：鈴木キサブロー / 編曲：中野雅仁
  - 書き下ろしのウィンター・バラード
  - テレビ番組『超!アニメ天国』テーマソング
  - ラジオ番組『野川さくらのマシュマロ♪たいむ』2010年12月度エンディングテーマ